# Croton verapazensis
Espèce
Croton verapazensis est une espèce de plantes à fleurs du genre Croton et de la famille des Euphorbiaceae, présente en Amérique centrale.
Elle a pour synonymes :
- Croton jalapensis, Croizat, 1942
- Croton simiarum, Standl. & L.O.Williams, 1953